# Olympische Sommerspiele 1988/Teilnehmer (Niederländische Antillen)
| Gelbes Symbol für Goldmedaillen mit stilisierten Olympischen Ringen | Graues Symbol für Silbermedaillen mit stilisierten Olympischen Ringen | Braundes Symbol für Bronzemedaillen mit stilisierten Olympischen Ringen |
| ------------------------------------------------------------------- | --------------------------------------------------------------------- | ----------------------------------------------------------------------- |
| —                                                                   | 1                                                                     | —                                                                       |

Die Niederländischen Antillen nahmen an den Olympischen Sommerspielen 1988 in Seoul, Südkorea, mit einer Delegation von drei Sportlern (zwei Männer und eine Frau) teil.

## Medaillengewinner

### Silber
| Name        | Sportart | Wettkampf  |
| ----------- | -------- | ---------- |
| Jan Boersma | Segeln   | Windsurfen |

## Teilnehmer nach Sportarten

### Schießen
- Jeanne Lopes
Frauen, Luftgewehr: 45. Platz

### Schwimmen
- Hilton Woods
50 Meter Freistil: 16. Platz
100 Meter Freistil: 16. Platz

### Segeln
- Jan Boersma
Windsurfen: Silber